# Diosma awilana
Diosma awilana är en vinruteväxtart som beskrevs av I. Williams. Diosma awilana ingår i släktet Diosma och familjen vinruteväxter. Inga underarter finns listade i Catalogue of Life.